# Diocese de Barretos
A Diocese de Barretos (Dioecesis Barretensis) é uma divisão territorial da Igreja Católica no estado de São Paulo. Foi criada a 14 de abril de 1973 pelo Papa Paulo VI.

## Território
A diocese compreende os seguintes municípios: Barretos, Cajobi, Colina, Colômbia, Embaúba, Guaíra, Guaraci, Ipuã, Jaborandi, Miguelópolis, Morro Agudo, Olímpia e Severínia.

## Bispos
| #  | Nome                             | Período    | Notas                         |
| -- | -------------------------------- | ---------- | ----------------------------- |
| 6º | Milton Kenan Júnior              | 2014–atual |                               |
| 5º | Edmilson Amador Caetano, O.Cist. | 2008–2014  | Nomeado Bispo de Guarulhos    |
| 4º | Antônio Gaspar                   | 2000–2008  |                               |
| 3º | Pedro Fré, C.Ss.R.               | 1989–2000  |                               |
| 2º | Antônio Maria Mucciolo           | 1977–1989  | Nomeado Arcebispo de Botucatu |
| 1° | José de Matos Pereira, C.M.F.    | 1973–1976  |                               |

## Paróquias
As paróquias que compõem a diocese e o ano de suas criações como paróquias:
- Sant'Ana - Ipuã - 1847
- Catedral do Divino Espírito Santo - Barretos - 1877
- São José - Morro Agudo - 1896
- São João Batista - Olímpia - 1910
- Nossa Senhora da Abadia - Cajobi - 1916
- São Sebastião - Guaíra - 1916
- São José - Colina - 1918
- Senhor Bom Jesus - Guaraci - 1921
- São José - Severínia - 1928
- São Gabriel - Jaborandi - 1933
- Nossa Senhora do Rosário - Barretos - 1936
- São Miguel Arcanjo - Miguelópolis - 1948
- Nossa Senhora Aparecida - Olímpia - 1958
- São Benedito - Barretos - 1962
- Bom Jesus - Barretos - 1977
- Nossa Senhora do Carmo - Colômbia - 1979
- Santa Ana - Barretos - 1982
- Nossa Senhora Aparecida - Embaúba - 1996
- Nossa Senhora Aparecida - Guaíra - 2001
- São Luís Gonzaga - Barretos - 2002
- Santo Antônio de Pádua - Barretos - 2009
- São José - Olímpia - 2009